# Twentysix Gasoline Stations
Twentysix Gasoline Stations är den amerikanska popkonstnären Ed Ruschas första artists' book utgiven i april 1963 på sitt eget National Excelsior Press. Den beskrivs ofta som en av de första moderna utgåvorna av en artists book, och har blivit känd som en föregångare och viktig influens för en rad olika efterföljande konstnärer som arbetat med artists' books, och speciellt då i Amerika. Boken innehåller precis det som titeln refererar till, 26 fotografier av bensinstationer tillsammans med bildtexter som uppger stationens läge och bensinbolagets namn. Boken börjar med Bob's Service i Los Angeles som är en bensinstation som låg i närheten av där Ruscha bodde, och sedan följer de övriga tjugofem bensinstationerna på vägen till hans barndomshem i Oklahoma City, där hans mor fortfarande bodde. Den sista stationen är Petrofinas bensinstation i Groom, Texas, som i sin tur, vilket Ruscha föreslagit, skulle vara startpunkten för resan tillbaka.. 
Originalutgåvan gavs ut i 400 exemplar och såldes på de bensinstationer som han fotograferat på resan för $3.50.. Andrautgåvan på 500 exemplar gavs ut 1967 och en tredje upplaga på 3000 år 1969. Det var bara den första utgåvan som numrerades. Det har insinuerats att nyutgåvorna var ett medvetet försök att mätta marknaden för att boken skulle fortsätta att vara en billig, massproducerad och lättillgänglig artefakt.. 

## Skapande avTwentysix Gasoline Stations
Ruscha reste hem ungefär fyra eller fem gånger om året för att besöka sina föräldrar i Oklahoma, ofta tillsammans med sin vän och kollega konstnären Joe Goode. Ruscha hade tidigare varit i Europa och där fascinerats över en sorts billiga icke-kommersiella bokutgåvor med en viss typ av enkel formgivning som såldes i små kiosker direkt på gatan. Boken, vars koncept skapades i Los Angeles, började utifrån titeln, sedan typografin och till sist genomfördes resan för att fotografera bensinstationerna. Han tog ungefär 60 fotografier. Sedan följde en urvalsprocess för att få fram 26 fotografier, där han tog bort alla de bilder som upplevdes som spännande.

### Boken
Boken är daterad 1962 och är dedicerad till Patty Callahan. Boken består av 26 fotografier i olika format. Merparten av bilderna är i liggande format på en sida, några är placerade över ett uppslag, och ytterligare några är placerade bredvid varandra. Tre fotografier är tagna om natten, inklusive en ifrån Tucumcari i New Mexico, som verkar vara fotograferad från en bil i rörelse. Bara tre fotografier innehåller människor och inte ens bilar förekommer i speciellt många bilder. Nästan alla bilder ser ut att vara fotograferade ifrån andra sidan vägen.
Alla bensinstationerna ligger utmed vägsträckan Route 66, en landsväg som redan då var mytisk inom populärkulturen genom TV-serien Route 66 och genom John Steinbecks Vredens druvor, och som senare förekom som motiv i Dennis Hoppers film Easy Rider och låten Route 66 som i en version spelades in 1964 av Rolling Stones. Ordningen som stationerna förekommer i boken överensstämmer nästan med hur de är placerade längs med vägsträckan i en väst-östlig riktning, där endast fem stationer har en annan placering.
Första utgåvan var numrerad och signerad, vilket Ruscha sedermera beskrev som ett "misstag".
| ”           | Jag har eliminerat all text ifrån mina böcker - Jag vill ha absolut neutralt material. Mina bilder är inte speciellt intressanta, och inte heller ämnet. De är helt enkelt en samling med 'fakta', mina böcker är mer som en samling av readymades. | „ |
| – Ed Ruscha | |   |

I en senare intervju i The National Observer 1969 deklarerade Ruscha:
| ”                   | Jag vill vara bokproducenternas Henry Ford | „ |
| – National Observer |                                            |   |

Att Ruscha just valde bilden av bensinstationen Petrofina, eller Fina som namnet skrivs ut på stationen, som sista bild i boken har tolkats som en referens till sistarutan på en film, ofta en roadmovie, med ordet "Fin".

## Kritik
Från början var intresset för boken svalt, trots att boken gavs ut samma år som hans första utställning på Ferus Gallery i Los Angeles, ett galleri som också förestod Andy Warhol. Bland annat avvisades boken av the Library of Congress för sin "oortodoxa utformning och förmenta brist på information". Men bokens anseende ökade under 1960-talet och kring 1980-talet hade den kultstatus och beskrevs som den första moderna utgåvan av en artists' book. Det senare är mycket omdiskuterat - bland annat gav Warja Lavaters ut sin första artists' book "Wilhelm Tell" 1962 och den tyske konstnären Dieter Roth gav ut konstverk i form av böcker redan sju år tidigare. Dessa undersökte på samma sätt bokens möjligheter som konstnärligt medium, och innan dess hade olika konstnärliga avantgardegrupper givit ut böcker som utmanat den gängse formen.
Idag finns boken i större samlingar över hela världen som på MoMA, V&A, Tate, och på National Gallery of Australia.